# 鹿児島県不動産鑑定士協会
公益社団法人鹿児島県不動産鑑定士協会（こうえきしゃだんほうじんかごしまけんふどうさんかんていしきょうかい）は、民法に基き、1996年（平成8年）1月5日に鹿児島県知事の認可を受けて設立された不動産鑑定士等で構成する社団法人。前身は社団法人日本不動産鑑定協会（2012年4月1日付で公益社団法人日本不動産鑑定士協会連合会に移行。）の鹿児島県部会である。なお、公益法人制度改革三法（法人法・認定法・整備法）に基づき、2008年12月1日付で特例民法法人となった後、2013年4月1日に公益社団法人に移行している。

## 事務局所在地
- 鹿児島市鴨池新町6番5号　前田ビル402号

## 法人の目的
- 会員の品位の保持及び資質の向上並びに不動産の鑑定評価に関する業務の進歩改善を図り、もって不動産鑑定評価制度の発展と土地等の適正な価格の形成に資することにより、県民生活の向上及び県土の健全かつ均衡のある発展に貢献すること。

## 事業
法人の目的を達成するため、下記の事業を行っている。
- 不動産鑑定評価制度に関する社会一般の理解と信頼を高めるための普及啓発に関する事業
- 不動産の鑑定評価等に関する調査・研究に関する事業
- 不動産の鑑定評価等に関する資料の収集、整理及び情報の提供に関する事業
- 地方公共団体等の委託を受けて行う地価等の調査、研究に関する事業
- 会員の品位の保持及び資質の向上を図るための研修会に関する事業
- 不動産の鑑定評価等に関する無料相談会の開催及び機関誌等の発行に関する事業
- その他目的を達成するために必要な事業

## 会員
会員は次の3種。なお、正会員及び特別会員が民法上の社員となる。
- 正会員（鹿児島県内に住所を有し又は勤務する不動産鑑定士及び不動産鑑定士補並びに鹿児島県内に事務所を有する不動産鑑定業者の当該事務所の代表者）
- 特別会員（不動産の鑑定評価に関する経験が豊富な者で、理事会の承認を得たもの）
- 名誉会員（この法人に特に功労があったもの又は学識経験者で総会において推薦されたもの ）

## その他
- 不動産の鑑定評価に関する法律第48条に基づく届出団体（国土交通省届出）
- 公益社団法人日本不動産鑑定士協会連合会の団体会員
- 一般社団法人九州・沖縄不動産鑑定士協会連合会の構成団体